# Vodla
La Vodla (in russo Во́дла?) è un fiume della Russia europea nordoccidentale (Repubblica di Carelia), tributario del lago Onega (bacino idrografico dello Svir').
Ha origine dalla confluenza di due rami sorgentizi Suchaja Vodla e Vama, entrambi emissari del lago Vodlozero. Scorre dapprima verso est, piegando dopo poco a sud mantenendo questa direzione per alcune decine di chilometri; tocca il villaggio di Vodla, passato il quale il fiume assume direzione sudoccidentale. Il fiume tocca successivamente l'insediamento di Krivcy, a valle del quale assume direzione mediamente occidentale; passa per la città di Pudož e sfocia nel lago Onega presso l'insediamento di Šal'skij.
I maggiori affluenti ricevuti dalla Vodla sono Netoma, Koloda e Somba tutti provenienti dalla sinistra idrografica, Šalica dalla destra; il maggiore immissario del lago Vodlozero, da cui ha origine il fiume, è invece la Ileksa.
La Vodla, analogamente a tutti gli altri fiumi della zona, è gelata per lunghi periodi ogni anno, mediamente dal tardo autunno alla primavera.